# Ла-Капель-Балагье
Ла-Капе́ль-Балагье́ (фр. La Capelle-Balaguier, окс. La Capèla de Balaguièr) — коммуна во Франции, находится в регионе Окситания. Департамент — Аверон. Входит в состав кантона Вильнёв. Округ коммуны — Вильфранш-де-Руэрг.
Код INSEE коммуны — 12053.
Коммуна расположена приблизительно в 500 км к югу от Парижа, в 105 км северо-восточнее Тулузы, в 55 км к западу от Родеза.

## Население
Население коммуны на 2008 год составляло 279 человек.
| 1962 | 1968 | 1975 | 1982 | 1990 | 1999 | 2008 |
| ---- | ---- | ---- | ---- | ---- | ---- | ---- |
| 192  | 206  | 215  | 227  | 246  | 240  | 279  |

## Экономика
В 2007 году среди 165 человек в трудоспособном возрасте (15—64 лет) 112 были экономически активными, 53 — неактивными (показатель активности — 67,9 %, в 1999 году было 61,5 %). Из 112 активных работали 104 человека (58 мужчин и 46 женщин), безработных было 8 (5 мужчин и 3 женщины). Среди 53 неактивных 17 человек были учениками или студентами, 21 — пенсионерами, 15 были неактивными по другим причинам.